# بيتر وليامز (لاعب كريكت)
بيتر وليامز (بالإنجليزية: Peter Williams)‏ (10 يوليو 1897 في جمهورية أيرلندا - 1 أبريل 1971 في نيوزيلندا) هو لاعب كريكت أيرلندي. لعب مع نادي مقاطعة ساسكس للكركيت ‏.